# 水谷美津夫
水谷 美津夫（みずたに みつお）は、映画字幕翻訳者である。大阪芸術大学の他、映像翻訳学校で講師をつとめる。

## 字幕担当作品
- 三國志（中国ドラマ）[#16,#17,#23,#24,#29,#30,#37,#38,#53,#54,#56,#59,#60,#65,#66　その他]
- フィスト・オブ・フューリー 復活!ドラゴン怒りの鉄拳（2002年）
- プラハ!（2001年）
- アンディ・ラウ 戦火の絆（1996年）
- 008皇帝ミッション（1996年）
- 冒険王（1996年）
- フル・スロットル 烈火戦車（1995年）
- ミラクル・マスクマン 恋の大変身（1995年）
- チャイニーズ・オデッセイ Part2 永遠の恋（1995年）
- スタークリスタル（1995年）
- チャイニーズ・オデッセイ Part1 月光の恋（1995年）
- 復讐のプレリュード 大冒険家（1995年）
- ラスト・ヒーロー・イン・チャイナ 烈火風雲（1993年）
- 電光飛龍 方世玉2（1993年）
- ワンス・アポン・ア・タイム・イン・チャイナ外伝/アイアンモンキー（1993年）
- カンフー・カルト・マスター 魔教教主（1993年）
- ミッドナイト・チェイサー（1993年）
- 格闘飛龍 方世玉（1992年）
- 狼が眠る街 ストリートハンター（1990年）
- 極道追踪（1990年）
- 金城武の死角都市・香港（1990年）
- ファイナル・ファイター 鉄拳英雄（1988年）

## 吹替担当作品
- アーサー王